# Ramsay MacDonald

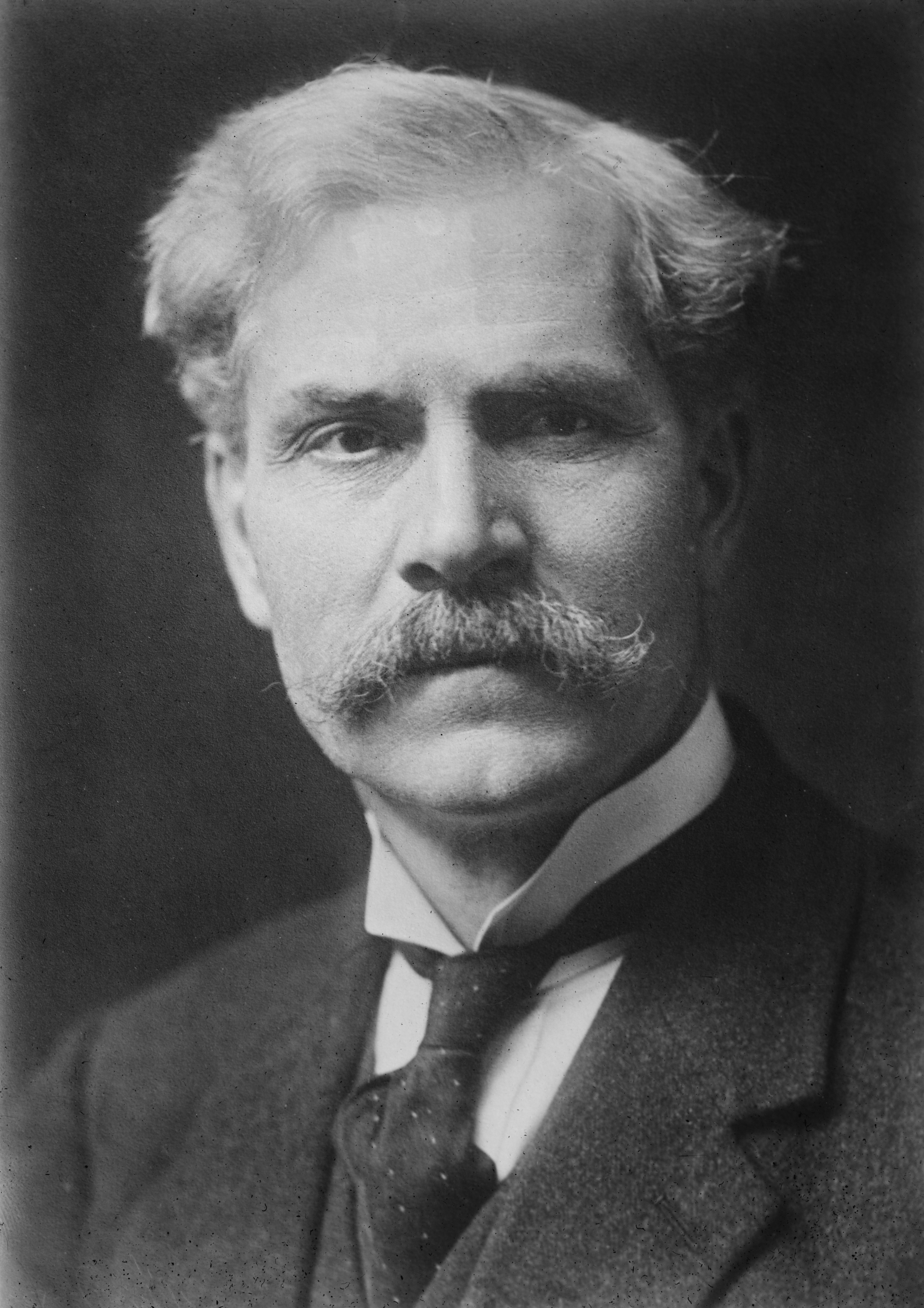
Ramsay MacDonald (um 1923)

James Ramsay MacDonald (* 12. Oktober 1866 in Lossiemouth, Schottland; † 9. November 1937 auf See) war ein britischer Politiker und zweimal Premierminister des Vereinigten Königreichs. Aus einfachen Verhältnissen stammend, wurde er 1924 der erste Labour-Premierminister. Während seiner zweiten Regierungszeit ging er angesichts der Weltwirtschaftskrise eine Koalition mit den Konservativen ein und wurde deshalb aus der Labour Party ausgeschlossen.

## Frühe Jahre
MacDonald wurde in Lossiemouth (Morayshire, Schottland) als uneheliches Kind des Farmarbeiters John MacDonald und des Hausmädchens Anne Ramsay geboren. Anfangs trug er den Namen James Ramsay, später nahm er den Nachnamen seines Vaters an und benutzte Ramsay als bevorzugten Rufnamen. Die Unehelichkeit war im presbyterianischen Schottland des 19. Jahrhunderts ein schwerer Nachteil, und das damit verbundene Stigma beeinflusste MacDonald zeit seines Lebens.
Er besuchte die Grundschule im nahe gelegenen Drainie und arbeitete dort als Schüler-Lehrer, bis er mit 18 Jahren nach London ging. Für den Rest seines Lebens hatte er für Schottland und schottische Gesinnung nicht viel übrig.
In London arbeitete MacDonald als Büroangestellter und vervollständigte seine Bildung durch Abendkurse und durch unablässiges Lesen über wissenschaftliche, wirtschaftliche und soziale Themen. 1894 trat er der Unabhängigen Arbeiterpartei (ILP) bei, einer der ersten sozialistischen Parteien in Großbritannien, und begann, sozialistische Texte zu verfassen. Er begegnete Keir Hardie, dem ersten Labour-Abgeordneten, und wurde stark von ihm beeinflusst. 1895 und 1900 kandidierte MacDonald für einen Parlamentssitz. 1900 wurde er Sekretär des Labour Representation Committee, eines Vorläufers der Labour Party. Gleichzeitig behielt er seine Mitgliedschaft in der ILP. Die ILP war zwar nicht marxistisch, vertrat jedoch einen rigoroseren Standpunkt als die Labour Party.
Als Parteisekretär handelte MacDonald mit dem führenden liberalen Politiker Herbert Gladstone (einem Sohn des verstorbenen Premierministers William Ewart Gladstone) ein Wahlabkommen aus, das es Labour erlaubte, sich um einige Parlamentssitze der Arbeiterklasse zu bewerben, ohne dass die Liberalen dagegen opponierten. Dadurch gelang der Partei der erste Einzug ins Unterhaus. MacDonalds Verhältnis zu Gladstone wurde vertieft durch seine Heirat mit dessen weitläufiger Cousine Margaret Gladstone. In dieser Zeit unternahm MacDonald auch viele Reisen: 1897 nach Kanada und in die USA, 1902 nach Südafrika, 1906 nach Australien und Neuseeland und etliche Male nach Indien.
1906 wurde MacDonald als Abgeordneter von Leicester ins Unterhaus gewählt. Er wurde einer der Vorsitzenden der „Parliamentary Labour Party“, die die liberalen Regierungen von Henry Campbell-Bannerman und Herbert Henry Asquith unterstützte. Trotz seiner Verbindungen zu den gladstoneschen Liberalen wurde MacDonald Führer des linken Flügels seiner Partei. Er trat dafür ein, dass Labour die Liberalen als wichtigste fortschrittliche Partei verdrängte.

## Parteiführer

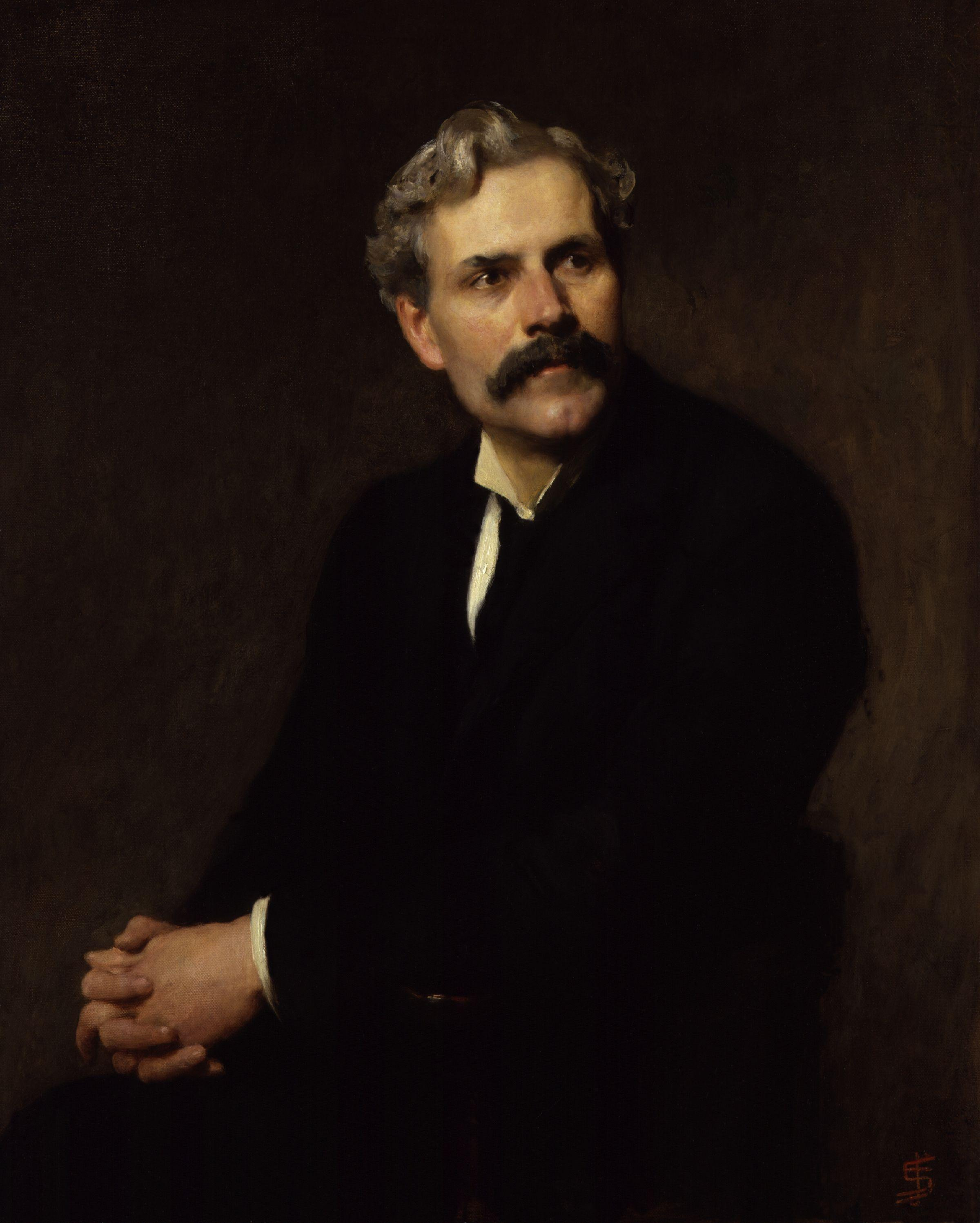
Porträt Ramsay MacDonalds (1911)

1911 wurde MacDonald Vorsitzender der Parliamentary Labour Party. 1914 wandte er sich gegen die Beteiligung Großbritanniens am Ersten Weltkrieg. Die Mehrheit der Partei, angeführt von Arthur Henderson, widersetzte sich diesem Standpunkt. Als sich im August 1914 die Unterhausfraktion weigerte, eine Erklärung des Parteivorstandes zur Kriegsfrage zu verlesen, trat MacDonald von seinem Amt als Parteivorsitzender zurück. In der Anfangsphase des Krieges war er äußerst unpopulär und wurde von der Mehrheit der noch kriegsbejahenden Labour-Mitglieder des Verrats und der Feigheit beschuldigt. Als sich jedoch der Krieg in die Länge zog und mehr und mehr Opfer forderte, wurde sein Ruf wieder besser. Im War Emergency Workers National Committee, dem Koordinationsorgan der britischen Arbeiterbewegung zur Bewältigung der Kriegswirtschaft, gewannen die Positionen der Kriegsgegner an Boden. Trotzdem verlor er seinen Parlamentssitz in der „Khaki-Wahl“ vom Dezember 1918, die der Koalitionsregierung von David Lloyd George eine überwältigende Mehrheit brachte.
1922 kehrte MacDonald als Abgeordneter von Aberavon (Wales) ins Unterhaus zurück. Die Partei war inzwischen wieder vereint, und MacDonald wurde wieder zu ihrem Vorsitzenden gewählt. Die Liberalen verloren stark an Bedeutung, und mit der Wahl von 1922 wurde Labour unter Führung von MacDonald die wichtigste Oppositionspartei zur konservativen Regierung unter Stanley Baldwin. Zu dieser Zeit hatte er sich von der extremen Linken entfernt und den rigorosen Sozialismus der Jugend abgelegt. Er war sehr gegen die Welle von Radikalismus, die im Kielwasser der russischen Revolution durch die Arbeiterbewegung schwappte und er wurde ein entschiedener Gegner des Kommunismus. Anders als die französische sozialistische Partei und die deutsche SPD spaltete sich die Labour Party nicht. Die Communist Party of Great Britain blieb klein und isoliert.
Obwohl er ein begabter Redner war, war MacDonald für verschwommene Aussagen bekannt, und es war nicht klar, welche Politik er verfolgte. Es gab einiges Unbehagen in der Partei darüber, was er tun würde, wenn Labour an die Regierung käme. In der Wahl von 1923 verloren die Konservativen die Mehrheit. Als sie im Januar 1924 auch die Vertrauensfrage verloren und die Führer der Liberalen die Bildung einer möglichen Minderheitsregierung ablehnten, beauftragte König Georg V. MacDonald mit der Bildung einer Labour-Regierung unter Unterstützung durch die Liberalen unter Asquith. Die Liberal Party trat allerdings nicht mit Ministern in eine formelle Koalition ein, sodass MacDonald nur einer Minderheitsregierung vorstand. Allerdings gab es notwendigerweise regelmäßige Gespräche zwischen den beiden Parteispitzen über die gemeinsame Agenda im Parlament. So wurde MacDonald der erste Labour-Premierminister, der erste, der aus der Arbeiterklasse stammte, und einer der wenigen ohne akademische Bildung.

## Erste Regierungszeit (Januar bis November 1924)
MacDonald übernahm sowohl das Amt des Premierministers als auch das des Außenministers und machte klar, dass seine Priorität auf der Beseitigung der Schäden lag, die nach seiner Meinung durch den Versailler Vertrag von 1919 angerichtet worden waren. Er wollte die Frage der deutschen Reparationen lösen und sich mit Deutschland arrangieren. Die Innenpolitik überließ er seinen Ministern, darunter J.R. Clynes als Lordsiegelbewahrer, Philip Snowden als Finanzminister und Arthur Henderson als Innenminister. Da die Regierung weder im Ober- noch im Unterhaus eine Mehrheit hatte, gab es keinerlei Möglichkeiten, radikale Gesetze zu verabschieden.
Im Juni berief MacDonald eine Konferenz der Kriegsalliierten nach London ein und erreichte eine Einigung auf einen neuen Plan zur Regelung der Reparationsfrage, den Dawes-Plan. In London willigte auch der neue französische Ministerpräsident, der Radikalsozialist Édouard Herriot, mit dem MacDonald ein Vertrauensverhältnis aufbauen konnte, ein, die Besetzung des Ruhrgebiets durch französische und belgische Truppen zu beenden. Deutsche Delegierte schlossen sich dann der Konferenz an und das Londoner Abkommen wurde unterzeichnet. Ihm folgte ein britisch-deutscher Wirtschaftsvertrag. Dies waren große Erfolge für einen Premierminister-Neuling ohne Mehrheit, und MacDonald wurde allseits gelobt. Im September legte er wieder gemeinsam mit Herriot dem Völkerbund in Genf einen Plan vor, mit dem Kriege nachhaltig verhütet werden sollten: Das so genannte Genfer Protokoll, das die Völkerbundversammlung am 2. Oktober 1924 annahm, sah vor, dass Angriffskriege geächtet und alle Völkerbundsmitglieder verpflichtet würden, dem Land, das einen solchen Angriffskrieg führte, ihrerseits den Krieg zu erklären.
MacDonalds Regierung scheiterte, als er vorschlug, die seit ihrer Gründung international weitgehend isolierte Sowjetunion diplomatisch anzuerkennen. Die Konservativen und ihre Verbündeten in der Presse starteten eine antikommunistische Kampagne, und die Liberalen zogen ihre Unterstützung im Unterhaus zurück. Die Konservativen brachten dann einen Misstrauensantrag ein, den Labour verlor. MacDonald beantragte und erreichte daraufhin die Auflösung des Parlaments. Er wusste, dass Labour die folgenden Wahlen nicht gewinnen würde. Sein Ziel war jedoch, die Liberalen auszuschalten und ein Zwei-Parteien-System zu etablieren, in dem die Wähler nur die Wahl zwischen Labour und Konservativen haben würden. Dieses Ziel erreichte er mit der Wahl im Oktober 1924: Labour fiel von 191 auf 151 Sitze zurück, aber die Liberalen schrumpften von 158 auf 40 Sitze.

## Zweite Regierungszeit (1929 bis 1931)

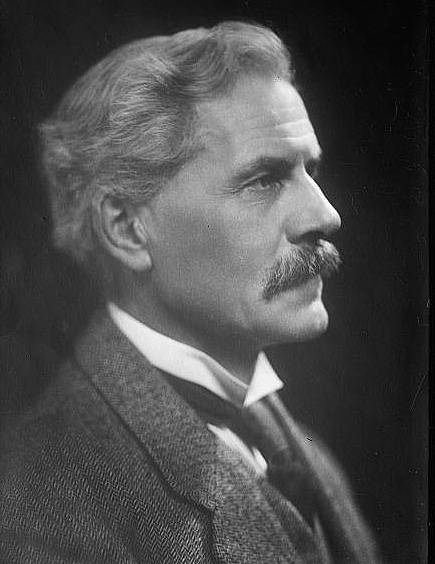
Ramsay MacDonald Ende der 1920er Jahre

MacDonalds Nachfolger im Amt des Premierministers wurde der Konservative Stanley Baldwin. Seine Regierung hatte eine starke Mehrheit und verweigerte MacDonalds wichtigstem außenpolitischen Projekt, dem Genfer Protokoll, die Zustimmung. MacDonalds Vorhaben, ein System internationaler Sicherheit zu etablieren, war damit gescheitert. Die Regierung Baldwin wurde während ihrer gesamten Amtszeit von Krisen geschüttelt: Der Generalstreik von 1926, die sich rapide verschlechternde Wirtschaftslage, ein kräftiger Anstieg der Arbeitslosenzahlen. Bei den Unterhauswahlen im Mai 1929 gewann Labour 287 Sitze, die Konservativen 260 und die Liberalen unter Lloyd George 59 Sitze. Baldwin trat zurück und MacDonald bildete zum zweiten Mal eine Minderheitsregierung, toleriert durch die Liberalen von David Lloyd George. Wie 1924 traten diese der Regierung formal nicht bei, aber es gab einen regelmäßigen Austausch der beiden Parteiführungen über eine gemeinsame legislative Agenda. Henderson wurde Außenminister und Snowden wiederum Finanzminister. J.H. Thomas wurde Lordsiegelbewahrer mit dem Auftrag, die Arbeitslosigkeit zu bekämpfen, unterstützt von dem jungen Radikalen Oswald Mosley.
MacDonalds zweite Regierung hatte eine stärkere parlamentarische Position als seine erste. Im Jahr 1930 gelang es ihm, etliche Gesetze durchzubringen, darunter eine Rentenreform, eine großzügigere Versorgung der Arbeitslosen und ein Gesetz zur Verbesserung der Löhne und der Arbeitsbedingungen im Bergbau, die die Ursache für den Generalstreik gewesen waren. Er berief außerdem eine Konferenz nach London mit den Führern des Indischen Nationalkongresses ein, auf der er Indien eine verantwortliche Regierung, aber nicht die Unabhängigkeit anbot. Im April verhandelte er mit Japan und den USA über einen Vertrag zur Begrenzung der Rüstung auf See.
Wie alle Regierungen jener Zeit hatte auch MacDonalds Regierung keine effektive Antwort auf die Weltwirtschaftskrise, die auf den Börsencrash vom 24. Oktober 1929 folgte. Snowden war ein orthodoxer Finanzpolitiker, der keinerlei Haushaltsdefizit zuließ, um die Wirtschaft zu beleben – trotz der Aufforderungen durch Mosley, Lloyd George und den Ökonomen John Maynard Keynes. Selbst wenn die Regierung solche Maßnahmen beschlossen hätte, hätten weder die Konservativen noch die noch konservativeren Liberalen ihnen zugestimmt.

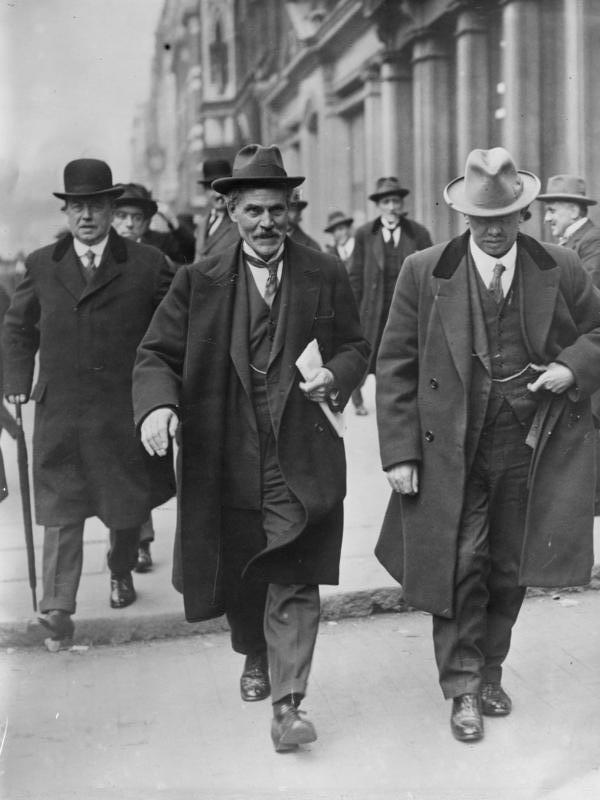
MacDonald (Mitte) und Arthur Henderson (links) in Berlin (1931)

Im Lauf des Jahres 1931 wurde die wirtschaftliche Situation immer schlimmer. Um wenigstens die politischen Belastungsfaktoren der Weltwirtschaft zu minimieren, setzte sich MacDonald zunehmend gegen ein Weiterbestehen des vertrauenzerstörenden und marktfeindlichen Reparationssystems ein. Ein Treffen mit führenden deutschen, amerikanischen und französischen Politikern im Juli 1931 brachte noch keinen Erfolg, aber immerhin wurde eine Expertenkonferenz eingesetzt, die im Herbst 1931 zu dem Ergebnis kam, dass eine Lösung der Reparationsfrage Voraussetzung war für die Überwindung der Weltwirtschaftskrise.
Trotz dieser Ansätze, das verlorene internationale Vertrauen auf diplomatischem Weg wiederherzustellen, verschlechterte sich die Lage der britischen Wirtschaft und damit auch des Staatshaushalts weiter. Der Druck von orthodoxen Ökonomen und der Presse nahm zu, die Staatsausgaben drastisch zu senken, also auch Renten und Arbeitslosengeld. MacDonald, Snowden und Thomas unterstützten derartige Maßnahmen, die sie für notwendig hielten, um den defizitären Haushalt auszugleichen und um einen Run auf das Pfund zu vermeiden. Der Rest des Kabinetts, fast die gesamte Labour-Partei und die Gewerkschaften waren jedoch strikt dagegen. Ohne Absprache mit seinen Parteifreunden gab MacDonald dann am 23. August 1931 seinen Regierungsauftrag zurück und erhielt einen neuen zur Bildung einer „Nationalen Regierung“ (National Government) unter Einbeziehung der Konservativen und der Liberalen (ohne Lloyd George). MacDonald, Snowden und Thomas wurden daraufhin aus der Labour Party ausgeschlossen. Sie gründeten eine neue, „nationale“ Labour Party, die National Labour Organisation, welche jedoch im Land und bei den Gewerkschaften wenig Unterstützung fand. Es kam zu einer Reihe von Streiks, die sogar auf die Royal Navy übergriffen, was die seit Juli 1931 nervösen Finanzmärkte vollends panisch werden ließ. Der Run auf das Pfund, den MacDonald hatte verhindern wollen, kam jetzt richtig in Fahrt, sodass die Bank von England am 20. September 1931 gezwungen war, den Goldstandard aufzugeben. Von nun an war der Wechselkurs des Pfundes nurmehr von Angebot und Nachfrage auf den Devisenmärkten abhängig.

## Nationale Regierung (1931 bis 1935)
MacDonald wollte sofortige Neuwahlen, aber die Konservativen zwangen ihn, einem Termin im Oktober 1931 zuzustimmen. Die Nationale Regierung gewann 554 Sitze, bestehend aus 470 Konservativen, 13 National Labour, 35 nationalen Liberalen, 32 Liberalen und verschiedenen anderen. Labour gewann nur 52 und Lloyd Georges Liberale 4 Sitze. Dies war das größte Mandat, das jemals von einem britischen Premierminister in einer demokratischen Wahl gewonnen wurde. Es machte MacDonald jedoch zu einem Gefangenen der Konservativen. Das zeigte sich nach der Wahl, als Neville Chamberlain Finanzminister wurde und Baldwin (der als Lord President fungierte) die wirkliche Macht in der Regierung hatte. MacDonald war tief getroffen von der Wut und der Bitterkeit, die der Sturz der Labour-Regierung verursacht hatte. Er betrachtete sich weiterhin als Sozialist und echten Labour-Mann, aber der Bruch buchstäblich aller seiner alten Freundschaften machte ihn zu einem isolierten Menschen.
Auf der internationalen Bühne gelang ihm noch ein großer Erfolg. Auf der Konferenz von Lausanne (Mitte 1932), die über die Zukunft der deutschen Reparationsverpflichtungen zu befinden hatte, traf er wieder auf Edouard Herriot. Das Vertrauen zwischen den beiden war noch immer vorhanden, und MacDonald konnte den Franzosen von seiner These überzeugen, dass nur eine weitgehende Streichung der Reparationen das Vertrauen der Finanzmärkte wiederherstellen und die Weltwirtschaftskrise überwinden würde. Als Gegenleistung versprach er ihm regelmäßige Konsultationen auf Regierungsebene, die aber keine große Bedeutung erlangen sollten.

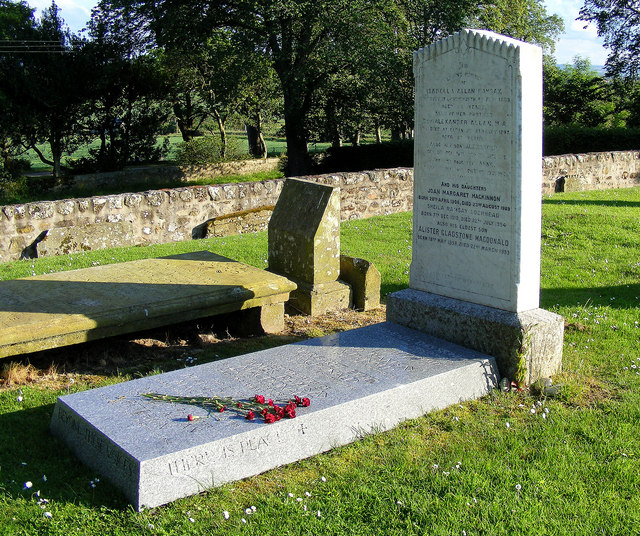
MacDonalds Grab in Lossiemouth

In den Jahren 1933 und 1934 verschlechterte sich MacDonalds Gesundheitszustand. Seine Führungsqualitäten nahmen immer mehr ab, während die internationale Situation immer bedrohlicher wurde. Sein Pazifismus, der in den 20er Jahren allgemein bewundert worden war, brachte Winston Churchill zu der Beschuldigung, er versage angesichts der Bedrohung durch Hitler. MacDonald wurde später als Vater der Appeasement-Politik angesehen, die nach Meinung einiger Forscher bereits vor Hitlers Machtantritt auf der Konferenz von Lausanne begonnen wurde. Im Mai 1935 wurde MacDonald zum Rücktritt gezwungen. Er übernahm die eher repräsentative Funktion des Lord President von Baldwin, der in die Downing Street 10 zurückkehrte. In der Wahl, die am 14. November 1935 stattfand, verlor er seinen Parlamentssitz an Emanuel Shinwell. Im Januar 1936 kandidierte er bei einer Nachwahl für den Universitätswahlkreis Combined Scottish Universities und wurde damit Abgeordneter eines Wahlkreises, für dessen Abschaffung er sich nur wenige Jahre zuvor eingesetzt hatte. 1937 brach er physisch und psychisch zusammen. Ihm wurde zur Erholung eine Seereise empfohlen, auf der er im November 1937 starb.
Sein Ausscheiden aus der Labour Party, seine Allianz mit den Konservativen und der Niedergang seiner Macht als Premierminister nach 1931 hatten bei seinem Tod 1937 seinen Ruf zerstört, was sich auch im Urteil Labour-naher Historiker über ihn ausdrückt. Erst 1977 schrieb Professor David Marquand eine wohlwollende Biographie mit der erklärten Absicht, MacDonald zu würdigen für seine Arbeit bei Gründung und Aufbau der Labour Party und für seine Bemühungen, in den Jahren zwischen den Weltkriegen den Frieden zu erhalten.

## Privatleben
Ramsay MacDonald war verheiratet mit Margaret Gladstone (* 20. Juli 1870, Tochter eines Chemieprofessors und entfernt verwandt mit William Thomson, 1. Baron Kelvin). Sie hatten sechs Kinder, u. a. Malcolm MacDonald, der als Politiker, Kolonialgouverneur und Diplomat Karriere machte, und Ishbel MacDonald (1903–1982), die ihrem Vater sehr nahe war. MacDonald war über den Tod seiner Frau, die am 8. September 1911 an einer Blutvergiftung starb, verzweifelt. Er hatte danach wenige bedeutsame persönliche Beziehungen, außer zu Ishbel, die sich bis zu seinem Lebensende um ihn kümmerte. In den 1920er und 1930er Jahren war er oft mit Lady Londonderry zusammen, was in der Labour Party sehr missbilligt wurde, da ihr Mann ein konservativer Minister war und es hieß, MacDonald werde von ihr beeinflusst.